# Ferdows
Ferdows (persa: فردوس), també Ferdos, Ferdous o Firdaus; fins al 1929 Tun (Tūn), és una ciutat de 'Iran, capital del comtat de Ferdows, al nord-oest de la província del Khorasan del Sud a uns 345 kilèmetres al sud de Mashad. Al cens del 2011 consta amb 25.968 habitants. Quan el Khorasan es va dividir en tres províncies va quedar dins el Razavi Khorasan, però fou agregada al Khorasan del Sud el març del 2007.
Es diu que fou fundada pels medes, però la seva història abans de l'islam és desconeguda; una teoria diu que es deia "Taban" (o "Brillant"; تابان en persa) que hauria estat deformat a Tun sota l'islam. Era una ciutat floreixen al segle X quan és descrita per diversos geògrafs que esmenten la seva poderosa fortalesa. Nasir-i Khusraw que la va visitar el 1052 ja la descriu en part en ruïnes però encara quedaven 400 tallers de tapissos. Al final del segle va caure en mans dels ismaïlites, que obeïen al dai o imam d'Alamut; l'ismaïlisme va arrelar a la zona i encara persisteix. Marco Polo l'esmenta com a Tunocain (per Tun i Qain, la ciutat principal més propera). Hulegu la va atacar per primer cop el 1253, i després hi va enviar els seus oficials que la van assetjar una setmana, la van saquejar i van desmantellar la fortalesa; tot i que els ismaïlites foren eliminats com a poder, la ciutat va subsistir i tornava a ser pròspera a la meitat del segle xiv i Mustawfi diu que la ciutadella havia estat reconstruïda. Va tenir poc paer en els successius esdeveniments històrics.
Fou elevada a municipalitat el 1925. El 1968 fou severament damnada per un terratrèmol.